# 묘세키
묘세키(일본어: 名跡)는 이에 제도와 밀접하게 연결되어, 대대로 계승되는 개인 이름 또는 가명이다. "메이세키(めいせき)"라고도 한다.

## 개요
1. 주로 무가 등에서 성(名字)을 계승한다 (무가의 경우, 이름은 계승하지 않는다. 돌림자로 1글자를 쓴다)
2. 비즈니스에서 (옛 상가에서) 노포의 당주가 대대로 계승하는 이름 (성과 이름 모두)
3. 예도(芸道)ㆍ예능(芸能)이나 스모ㆍ무도(武道)의 세계 등에서 대대로 계승하는 이름 (성과 이름 모두). 스모의 경우는 풀네임이 아닌 경우가 대부분이다

묘세키에 의해 계승되는 것은 "신용", "전통", "역사", "좋은 이미지", "예통(芸統)ㆍ기풍" 즉 브랜드이지만, 그 뿐만 아니라, "고객 리스트 (하우스 리스트)" (=우량 고객층, 편애하는 사람, 후원자, 스모 후원자(타니마치), 돈을 빌려준 사람) 그 자체도 포함한다. 오늘날에는 고객 리스트 (하우스 리스트)야말로 수익과 동의어임이 밝혀졌다. 묘세키를 잇기 위해서는 묘세키 소유자의 빚 전액을 대신 갚아야 한다 (돈을 빌려준 사람을 묘세키 소유자로부터 인계받는 것과 같은 의미). 그리고 묘세키 소유자의 대가족 (이들에 대한 부양의무 포함)을 승계할 필요가 있다. 또한 일족 내에 살아있는 자를 부양할 뿐만아니라, 죽은 자(일족의 조상)의 무덤을 지키는 것도 포함한다. 따라서, 장자 상속이 일반적이며, 혈연 외의 자가 이을 경우네는 일반적으로 일족 안으로 들어가는 것이 요구된다 (데릴사위가 되는 등). 혈연 외의 자가 일족에 가담하지 않고 계승하는 경우에는 반드시 묘세키 보유자에게 고액의 금전 수수가 필요하다 (즉, 묘세키가 일족 밖으로 유출되게 되기 때문에 그에 대한 댓가). 이 금전에 관해서 세무상 신고가 되는지는 확실하지 않다. 일본 스모 협회의 토시요리 묘세키는 실제로는 고액의 금전을 대가로 매매되지만, 그것은 이상의 논리로 이해할 수 있다.
묘세키란 구체적으로는 이름(예명芸名)을 말하며, 같은 이름을 여러 대에 걸쳐 습명하여 계속 사용할 경우에 생겨나는 권위와 전통을 동반하고 있다. 또 묘세키는 기본적으로 "대대로 내려오는 하나의 이름"이므로 예를 들어, 이에모토의 지위 자체, 즉 이에모토 상속을 하더라도 신 이에모토가 선대 이에모토의 풀네임을 잇지 않는 경우에는 그 이름을 묘세키라고 부르지 않는다. 어디까지나 같은 이름을 여러 대에 걸쳐 사용하는 것이 조건이다.
모두 예명 (사업상의 통명)을 같이 하면 되고, 호적상의 이름도 개명할 필요는 없지만, 극히 드물게 호적상의 이름도 개명하는 경우도 볼 수 있다.
덧붙여 묘세키란 통상 풀네임의 개인명을 가리킨다. 정치(선거구 세습 또는 파벌 승계)나 폭력단 (후계 승계)에서도 행해지고 있는 것은 위에 쓴 것과 같으나, 풀네임 개인명인 묘세키를 계승하는 예는 정치인이나 노포 기업 등 소수 예에 그친다. 또 무가의 상속에서 묘세키란 성씨, 가문 이름만 계승하는 것을 말한다.

## 예능(芸能)
묘세키의 습명은 가부키나 라쿠고 등의 연예, 이에모토 제도를 채택하는 각종 예능, 예도에서 많이 볼 수 있는 일본 특유의 제도 및 관습의 일종이다. 노가쿠, 교겐, 닌교조루리, 호가쿠 (노나 가부키부터 대중적인 츠가루 샤미센까지), 일본무용과 일본 예능의 어느 분야에나 묘세키 습명이 존재한다 (극단 젠신자, 신바, 쇼치쿠 신희극 등을 포함).
특히 가부키와 라쿠고에서는 묘세키 습명이 특히 주목된다. 흥행주에게 있어서 습명에 수반하는 피로(披露) 흥행이 "노 리스크 하이 리턴"의 빅 비즈니스가 되기 때문이다. 쇼치쿠 회장이었던 나가야마 타케오미는 "가부키(흥행)란, 습명(흥행)에 추선(흥행)이라고 찾아내거나"라는 방침을 세워 비즈니스를 성공시켜 왔다. "묘세키"라는 말이 널리 쓰이는 것도 이들 분야이다. 이들 분야에서는 역사가 있는 큰 묘세키가 될 정도로 습명도 한 단계가 되지 않고 몇 단계를 밟으면서 습명해 나간다. 즉 동일 인물이 평생 습명 흥행을 여러 차례 반복하며 출세어식 묘세키 릴레이가 이루어진다. 이러한 묘세키 릴레이의 시작에는 우선 초명 (처음에 자칭하는 가벼운 이름)이 존재한다 (라쿠고의 경우는 전좌명이라고도 한다). 또, 어느 묘세키를 어느 시점에서 계승하느냐에 따라서, 그 사람의 재주를 나타낸다는 의미도 있다. 또한, 그 계통에서 최고의 권위를 가지고, 더이상의 습명을 행하지 않는 묘세키를 말하는 것이나, 혹은 다시는 사용되지 않게 되어 있는 묘세키를 토메나(止め名/留め名)라고 부른다. 토메나나 이에모토적인 묘세키 등을 포함하여 묘세키 중에서도 전통이 있는 것을 특히 다이묘세키라 부르기도 한다. 제일선에서 활약하고 있는 사람의 대부분이 다이묘세키를 자처하고 있는 경우도 있다.
묘세키는 기본적으로 예계(芸系)에 속하는 것이지만, 종종 어떤 일가가 이를 관리하며 혈연 혹은 입양을 통해 이를 상속하는 경우가 많다. 다만 후사가 없는 경우, 유족과의 상담을 통해 선대의 예계를 계승하는 자가 이를 상속하는 경우도 있지만, 현재로서는 이는 어디까지나 그에 걸맞은 후사가 없는 경우에 한정되는 것 같다. 원래의 혈연이나 예계가 완전히 단절되어 버린 경우도 많이 볼 수 있어, 전혀 관계가 없는 인물이 그 묘세키를 계승하기도 한다 (17대 나카무라 칸자부로와 9대 슌푸테이 류시 등). 묘세키는 단순한 이름이 아니라, 대대로 습명자에 의해 전통적으로 쌓아온 예를 계승한다는 의미도 있다. 즉, 이치카와 단쥬로에서의 아라고토(荒事), 오노에 키쿠고로의 세와모노(世話物), 반도 미츠고로의 춤, 산유테이 엔쵸의 인정 이야기, 괴담 등이 그것으로, 습명 시에는 혈연적 자격뿐만 아니라, 이러한 재주의 특질을 계승해 잘 습득하고 있는지, 혹은 그 실력이 묘세키의 크기에 적합한지 등이 고려된다. 즉 본래 혈연이나 사제 관계 등의 족보적 요소는 어디까지나 기초적 자격일 뿐, 그 이상의 묘세키에 적합한지 여부에 대한 판단을 위해서, 종종 습명에 있어서는 해당 습명자의 스승의 허락, 가부키라면 쇼치쿠, 라쿠고라면 요세나 스승의 판단, 나아가 경우에 따라서는 동성동정호의 오오릿샤의 협찬 등이 필요하게 된다. 다이묘세키 중에 선대 사후 수십년 동안 빈 묘세키가 되어 있는 것 (가부키의 이치무라 우자에몬, 오노에 바이코, 에도 라쿠고의 산유테이 엔쇼, 코콘테이 신쇼 등)이 존재하는 것은 이러한 배경을 가짐으로써, 습명을 결정하는 데 오랜 시간이 걸리거나, 습명을 사양하기도 한다 (4대 카츠라 분고는 카츠라 분단지를, 3대 코콘테이 신쵸는 코콘테이 신쇼를. 모두 스승의 묘세키를 습명할 것을 거듭 권유받았으나 시기상조라고 계속 거절하여 결국 습명을 하지 않은 채 사망했다). 다만, 습명을 계기로 또 다른 도약을 기대한다는 의미에서 혈연자에게 실력 이상의 묘세키를 물려주는 일도 종종 있다.
또, 가부키나 라쿠고의 경우 대수가 정확하지 않을 수 있으므로 주의를 요한다. 이유는 다음과 같다
- 묘세키를 자처한 역대 인물 중 너무 그 재주가 서툴러서 대수에서 제외된 경우
- 운수를 가지고 운수를 좋은 수로 바꾼 일이 있었을 경우
- (가부키의 경우) 하이메이(俳名)를 바탕으로 만들어진 묘세키는 그 하이메이를 과거에 사용했던 가부키 배우에게 대수를 할당해 많이 보여주는 경우가 있다는 것. (5대 이치카와 산쇼는 예명으로써 "이치카와 산쇼"를 자칭한 유일한 인물이지만, 과거에 하이메이로서 "산쇼"를 이용한 5명의 인물에게 각각 1~4대의 대수를 할당했다)
- (라쿠고의 경우) 과거의 자료가 존재하지 않는 시대가 있을 것
- (라쿠고의 경우) 이른바 전좌명은 대수로서 카운트하지 않는 관습이 존재 (이 경우 당대 슌푸테이 쇼타처럼 전좌명 그대로 간판이 될 경우에는 과연 몇대째라고 불러야 할 지 큰 모순을 안고 말았다)
- 원래 대수를 중시하지 않고 필링으로 왠지 결정하는 경우가 있는 것 (당대의 고카이도 쿠모스케 등. 자세한 내용은 해당 항목 참조)

또 동서 (도쿄와 카미가타(교토ㆍ오사카))에서 다른 계통이면서 완전히 같은 묘세키가 존재하는 경우가 있어 (가부키의 나카무라 후쿠스케 등) 혼란의 근원이 된다. 한편, 사망자에게 대수 (=묘세키)를 추증하는 일이 있다 (7대 쇼후쿠테이 쇼카쿠 등).
부모가 일찍 사망한 경우 등에는 자식이 부모보다 더 큰 묘세키를 잇는 경우가 있다 (나리코마야 5대 나카무라 후쿠스케와 7대 나카무라 시칸 부자 등). 또, 자식이나 제자가 일대의 불세출의 다이묘세키를 쌓아 올린 예도 있다 (에도 라쿠고의 산유테이 엔쵸 등). 덧붙여 형제간의 경우는, "장자는 그 집의 고유의 묘세키를 잇고, 차남 이후의 아이에는 다른 집의 묘세키를 잇는다"라고 하는 경우가 있어, 뜻밖에 "동생 쪽이 격이 높은 묘세키"라고 하는 경우가 있다.

### 바둑
바둑은 과거에는 예사(芸事)의 하나로, 이에모토제가 깔려 있었다. 혼인보라는 묘세키는, 묘세키로써 계승되었다. 다만 풀네임을 계승하는 것은 아니다 (이름(아호)는 개인마다 이름을 쓴다). 그러나, 혼인보 제도는 1939년 이후 실력제가 되어 기전의 승자 타이틀 칭호로서의 혼인보가 되었다 (그 해의 혼인보 전승자가 혼인보를 계승한다. 동기전의 왕자를 몇 기나 거치면 명에 혼인보 자격을 얻고 일정 기간 경과 후에는 타이틀 유무에 관계 없이 혼인보 묘세키를 계속 자칭한다). 바둑의 타이틀 중에서 혼인보만이 호를 자칭한다 (예를 들어 사카타 에이오는 혼인보ㆍ명예 혼인보로서는 "혼인보 에이쥬"로 칭했다)는 것은 묘세키 시대에서 유래한 관습이다.

## 무가(武家)
육친 및 친척이 친자 또는 양자, 유자로 가명(家名)을 잇는 것을 "가독을 잇는다"고 하지만, 혈연이 아닌 사람이 데릴사위 또는 양자, 유자가 되어 가명을 답습하는 경우는 "묘세키를 잇는다"고도 한다. 특히 다른 씨(氏)의 사람이 계승함으로써 그 가문의 혈통이 변질되는 경우에 이용된다. 가마쿠라 시대 이후 가명이 끊길 경우, 그 단절을 아쉬워해 육친 이외의 자가 칭하는 경우도 있고, 나아가 전승의 기념으로 멸망시킨 적의 가명을 자칭하는 사례도 있다.
특히, 묘세키 계승의 대표적인 예는 하타케야마씨이다. 간무 천황의 후예인 치치부 헤이시의 일당이었던 하타케야마 시게타다가 자녀와 함께 장인 호죠 토키마사에게 멸망당하자, 토키마사는 딸인 시게타다의 미망인을 세이와 천황의 후예인 카와치 겐지의 계통인 아시카가 요시즈미에게 시집보내 하타케야마씨의 영지를 상속받게 했다. 이로써 요시즈미의 후손은 겐지성 하타케야마씨가 되었고, 하타케야마씨는 헤이시에서 겐지 일문으로 바뀌었다.

## 같이 보기
- 분류:가부키 배우 묘세키
- 시코나
- 토시요리 묘세키 (오즈모)
- 말기양자
- 분류:라쿠고 묘세키
- 분류:로쿄쿠 묘세키